# Фактор общего интеллекта
Фактор общего интеллекта (англ. general factor, g factor) является распространённым, но противоречивым конструктом, используемым в психологии (см. также психометрию) для выявления общего в различных тестах интеллекта. Словосочетание «теория g» имеет дело с гипотезой и полученными из неё результатами о биологической природе g, постоянством/податливостью, уместностью его применения в реальной жизни и другими исследованиями. 

## История фактора g
Чарльз Спирмен, один из первых исследователей в области психометрии, обнаружил, что оценки испытуемых школьников, предположительно не связанных между собой, имели положительную корреляцию, и выяснил, что эти корреляции отражают влияние преобладающего фактора, который он обозначил, как g — фактор общего интеллекта.
Он разработал модель, в рамках которой все различия в результатах тестов интеллекта можно объяснить двумя факторами:
- Первый фактор является специфичным для индивидуальных интеллектуальных заданий — это индивидуальные особенности, которые позволяют человеку выполнять одно задание на интеллект лучше другого.

- Второй — это фактор g, или фактор общего интеллекта, отвечающий за успешность выполнения интеллектуальных заданий в целом.

Однако теория Спирмена показала себя слишком простой, так как игнорировала влияние групповых факторов (пространственная память, визуализация, вербальные способности), которые также могут быть обнаружены с помощью факторного анализа.
Накопление информации, полученной из интеллектуальных тестов, и более современные техники анализа сохранили центральную роль g и привели исследователей к современной теории фактора g. Иерархия факторов с g на наиболее высоком уровне и групповыми факторами на более низких уровнях в настоящее время является наиболее широко используемой моделью умственных способностей. Также были предложены и другие модели, вокруг которых разгорелись жаркие споры относительно g и альтернативных теорий интеллекта.

## Тесты интеллекта и фактор g
Данные, полученные в ходе наблюдений за результатами всех интеллектуальных тестов по выделению основ фактора g, положительно коррелируют между собой. Фактор g может быть извлечен как основной фактор из результатов интеллектуальных тестов с помощью анализа основных компонентов или факторного анализа.
Взаимоотношения между фактором g и интеллектуальными тестами можно объяснить на следующем примере. Существуют объекты, изменяющиеся в размерах, такие как, например, человеческое тело. Никакое конкретное измерение человеческого тела не дает четкого представления о его размере. Напротив, может быть сделано много различных измерений, подобных тем, которые делает портной. Все эти измерения будут иметь положительную корреляцию между собой и если каждое из них внесет свой вклад в общий результат, полученное целое даст более точное описание размера индивида, чем каждое конкретное измерение. Это позволяет сделать метод факторного анализа. Этот процесс похож на нахождение среднего из суммы измерений конкретной переменной, но вместо размера здесь выступает суммарное измерение образцов переменной. Конечно, различие в размерах не в полной мере дает отчет за все различия человеческого тела. Техники факторного анализа не ограничены в продуцировании единственного фактора. Так, проводя анализ человеческого тела, можно, например, выделить два основных фактора: рост и обхват. Однако, результаты тестов познавательных способностей фактически продуцируют первичный преобладающий фактор g.
Тесты познавательных способностей валидны настолько, насколько они измеряют фактор g. Если показатели выполнения задания, выраженные количественно, высоко коррелируют с фактором g, такое задание считается связанным с g. Создатели тестов IQ, целью которых в общем является создание надежных и валидных тестов, т.о. стараются сделать свои тесты настолько связанными с g, насколько возможно. Исторически, под этим подразумевалось снижение влияния групповых факторов с помощью использования как можно более разнообразных задач на интеллект. Однако, такие тесты, как матрицы Равенна считаются наиболее связанными с фактором g, хотя и составлены из достаточно однообразных заданий.
Тесты элементарных познавательных способностей также сильно коррелируют с фактором g. Они, как и предполагает их название, являются простыми задачами, по-видимому, требующими незначительных умственных усилий, но при этом довольно сильно коррелируют с наиболее всесторонними интеллектуальными тестами. Определение, какого цвета лампочка: голубого или красного, либо же определение того, сколько квадратов нарисовано на экране: 5 или 4 — это типичные примеры таких тестов. Ответы на такие вопросы обычно даются посредством наиболее быстрого нажатия на нужную кнопку. Часто в дополнение к двум кнопкам, предназначенным для вариантов ответа, добавляется третья кнопка, созданная для ожидания начала теста. Когда стимул предъявляется испытуемому, он переносит руку с кнопки старта на кнопку правильного ответа. Это позволяет экспериментатору определить, сколько времени было затрачено на раздумывание над ответом на вопрос (время реакции, измеряемое в долях секунды) и сколько времени было затрачено на физическое движение руки до правильной кнопки (время движения). Время реакции сильно коррелирует с фактором g, в то время как время движения менее сильно.
Использование тестов элементарных познавательных способностей позволило провести количественную оценку гипотезы, касающейся тестовых предрассудков, мотивации испытуемого и групповых различий. Эти тесты, имеющие в качестве преимущества свою простоту, обеспечивают связь между классическими тестированиями интеллекта и биологическими доказательствами, такими как исследования MRI.

## Биологические и генетические корреляты фактора g
Фактор g имеет большое количество биологических коррелятов. К сильным коррелятам относятся масса лобных долей головного мозга, общая масса головного мозга, уровень метаболизма глюкозы в головном мозге. Фактор g коррелирует менее сильно, но всё же значимо с общим размером человеческого тела. Существует противоречивая информация относительно корреляции между фактором g и скоростью проведения нервных импульсов в периферической нервной системе, одни исследования указывают на значительные положительные корреляции, другие говорят об отсутствии или же даже об отрицательной корреляции.
Современные исследования предполагают, что в широком смысле наследуемость фактора g находится в промежутке между 0,5 и 0,8, а его наследуемость в узком смысле составляет примерно 0,3, хотя причины этого до сих пор неизвестны. Наследуемость большинства результатов тестов т. о. приписывается фактору g.
Долгое время считалось, что размер головного мозга коррелирует с фактором g (Jensen, 1998). Недавние исследования MRI на близнецах (Томпсон и др., 2001) показали, что количество серого вещества во фронтальной коре высоко значимо коррелирует с фактором g и является высоко наследуемым. Подобные исследования указывают, что корреляция между размером головного мозга (предполагая, что его наследуемость составляет 0,85) и фактором g 0,4; а также обращают внимание на то, что эта корреляция опосредована генетическими факторами (Posthuma et al., 2002). Фактор g наблюдаем как у мышей, так и у людей (Matzel et al., 2003).
Фактор g, возможно, является ограниченным объёмом кратковременной памяти.
Умственные способности или C (объём кратковременной памяти, измеряемый в битах информации) — это произведение Ck (в бит/с), индивидуальной скорости переработки информации на D (сек.) — продолжительность восприятия информации в кратковременной оперативной памяти, означающую продолжительность запоминания.
(то есть по их версии: Умственные способности это — индивидуальная скорость переработки информации, умноженная на продолжительность восприятия информации.)
Отсюда:
C [бит] = Ck [бит/с] × D [сек].
В июле 2014 года учёные провели исследование, в результате которого определили, что умственные способности шимпанзе определяются прежде всего генами. В результате тестирования на интеллект 99 шимпанзе удалось установить, что колебания фактора общего интеллекта в 52,2 % случаев зависят от генов. Сильнее всего наследственность влияет на пространственные и коммуникативные навыки, что, по всей видимости, вызвано тем, что данные способности важны для поиска пропитания и совместного решения проблем в коллективе.

## Социальные корреляты фактора g
G имеет положительную корреляцию с традиционными показателями успеха (академической успеваемостью, успешностью выполнения рабочих обязанностей, карьерным престижем) и отрицательную корреляцию с социально осуждаемыми явлениями (исключением из школы, незапланированной беременностью, бедностью и нищетой). Тесты интеллекта, измеряющие различные способности, не имеют более высокой прогностической способности, чем фактор g. Научные публикации о различиях в интеллекте, обнаруженные у различных этнических групп вызвали общественные споры на данную тему.

## Эффект Флинна и фактор g
Эффект Флинна описывает подъем в показателях IQ с течением времени. Не существует единой точки зрения, вызывает ли подъем в показателях IQ аналогичный подъем фактора g. К тому же исследования последнего времени указывают на то, что показатели IQ в развитых странах перестают расти. Статистический анализ результатов субтестов IQ предполагает, что их вклад в эффект Флинна независим от фактора g.

## Противоречия фактору g
Стефен Джей Гулд в своих поздних работах выразил свои возражения как относительно концепции фактора g, так и о тестированиях интеллекта в целом, что описано в его вызывающей споры книге «Неправильные измерения человека».
Некоторые исследователи искусственного разума отстаивают такую точку зрения, которая утверждает, что о науке об умственных способностях можно говорить как о «компьютерионизме» и она является «слабоумной и бессмысленной», отмечая: «Тесты умственных способностей меряют различия в выполнении задач, которые скоро будут делать за нас компьютеризированные механизмы. Такие способности не имеют ничего общего с гениальностью».
Эксперт в области интеллекта Ховард Гарднер отмечает:

Я не верю, что существует один-единственный общий талант, как бы он ни был назван, интеллектом, креативностью или фактором g. Я не помещаю таланты внутрь человеческого головного мозга, предпочитая истолковывать все достижения, как взаимодействие между умственными потенциалами, с одной стороны и ресурсами и возможностями, предоставленными окружающей культурной средой, с другой стороны… Вся интеллектуальная и креативная работа выполняется в рамках некоторого рода социальных дисциплин, ремесел или организованной деятельности, называемых компетенцией. Соответственно, нет смысла говорить о человеке, что он в общем талантлив или креативен.

Филипп Китчер в 1985 году написал:

Многие ученые сейчас убеждены, что не существует единственной меры интеллектуальных способностей — никакого общего интеллекта. Их предположение в отношении концепции общего интеллекта основаны на мнении о том, что различные интеллектуальные способности не очень хорошо коррелируют между собой. …Полезно продолжать разоблачать миф об "общем интеллекте".